# Ferdinand von Seelhorst
Justus Rudolf Ferdinand von Seelhorst (* 26. Januar 1805 in Kroppenstedt; † 5. März 1887 in Naumburg (Saale)) war ein preußischer Generalleutnant.

## Leben

### Herkunft
Ferdinand war ein Sohn des preußischen Majors und Herrn auf Podendorf Friedrich von Seelhorst (1755–1812) und dessen Ehefrau Henriette, geborene von Holleuffer (1774–1833), Tochter von Heinrich August von Holleuffer.

### Militärkarriere
Seelhorst besuchte das Berliner Kadettenhaus und wurde am 13. Oktober 1822 als Sekondeleutnant dem 31. Infanterie-Regiment der Preußischen Armee überwiesen. Von 1828 bis 1830 war er Lehrer Divisionsschule der 8. Division. Im Jahr 1835 wurde zum Lehr-Infanterie-Bataillon kommandiert und Mitte September 1835 zum Premierleutnant befördert. 1836/39 folgte eine Kommandierung zum Topographischen Büro. Unter Beförderung zum Hauptmann kehrte Seelhorst am 14. Juni 1843 als Kompaniechef in sein Stammregiment zurück und war zugleich von Mitte Juli 1843 bis Mitte Oktober 1847 als Direktor der Divisionsschule der 8. Division tätig. Er avancierte Anfang August 1848 zum Major und wurde am 24. August 1848 Kommandeur des III. Bataillons im 21. Landwehr-Regiment. Am 10. Februar 1853 wurde er als Bataillonskommandeur in das 14. Infanterie-Regiment versetzt. Nach seiner Beförderung zum Oberstleutnant wurde Seelhorst am 7. Mai 1857 zum Kommandeur des 4. Infanterie-Regiment ernannt und stieg am 15. Oktober 1857 mit Patent vom 31. Dezember 1856 zum Oberst auf. Mit der Beförderung zum Generalmajor erhielt Seelhorst am 1. Juli 1860 das Kommandeur über die 5. Infanterie-Brigade in Stettin. Anlässlich der Krönungsfeierlichkeiten von König Wilhelm I. wurde er im Oktober 1861 mit dem Roten Adlerorden II. Klasse mit Eichenlaub ausgezeichnet. Unter Verleihung des Kronenorden II. Klasse mit Stern wurde er am 7. April 1863 mit Pension zur Disposition gestellt.
Während des Deutschen Krieges war Seelhorst 1866 Präsident des 2. Krankentransportkommandos der 1. Armee und erhielt am 3. Januar 1867 den Charakter als Generalleutnant. Für die Dauer des mobilen Verhältnisses anlässlich des Krieges gegen Frankreich wurde Seelhorst 1870/71 erneut wiederverwendet und als Kommandeur der stellvertretenden 13. Infanterie-Brigade in Magdeburg eingesetzt. Er starb 1887 in Naumburg (Saale).

### Familie
Seelhorst heiratete am 17. Februar 1839 in Weimar Auguste von Jagemann (* 1819), von der er sich am 12. Juli 1848 scheiden ließ. Anschließend heiratete er am 24. Juni 1852 in Alt-Stüdnitz Maria Freiin von Hövell (1827–1876). Aus den Ehen gingen folgende Kinder hervor:
- Elisabeth (1840–1914) ⚭ Ernst von Schöning (1838–1887), Sohn von Hermann von Schöning und Herr auf Tolz
- Luise (* 1848), Stiftsdame des Jena’ischen Fräuleinstifts
- Konrad (1853–1930), preußischer Geheimer Regierungsrat und Professor an der Universität Göttingen ⚭ Elisabeth von Seelhorst (* 1854).
- Marianne (1855–1893)
- Gerhard (1857–1861)
- Henning (*/† 1859)
- Walter (* 1861), Kaufmann in Paraguay